# Paweł Lazar
Paweł Lazar (ur. 28 marca 1953 w Lipowcu) – polski duchowny adwentystyczny. W latach 2003–2013 przewodniczący Kościoła Adwentystów Dnia Siódmego w RP. 

## Życiorys
W 1968 wstąpił do Seminarium Duchownego Kościoła Adwentystów Dnia Siódmego w Podkowie Leśnej. Po ukończeniu studiów rozpoczął pracę w Kościele w charakterze młodszego duchownego, pracował w zborach w Białej Podlaskiej, Lublinie, Zielonej Górze czy Gdańsku. W  1981 został podniesiony do godności kaznodziei ordynowanego. Od 1994 pełnił funkcję przewodniczącego Diecezji Wschodniej.
XVIII Zjazd Kościoła Adwentystów Dnia Siódmego w Polsce, odbywający się od 3 do 6 czerwca 2003 wybrał go na stanowisko przewodniczącego Kościoła. Funkcję tę sprawował do 30 maja 2013 r. Jest antyekumenistą, w 2008 roku po śmierci Zachariasza Łyki zawiesił dialog ekumeniczny z Kościołem katolickim. 
W 1974 zawarł związek małżeński z Anną Czarkowską.